# Isijavanje (1980.)
Isijavanje (eng. The Shining), britansko-američki horor film redatelja  Stanleyja Kubricka iz 1980. godine snimljen prema istoimenom romanu  Stephena Kinga. U glavnim ulogama se pojavljuju Jack Nicholson kao poremećeni pisac Jack Torrance, Shelley Duvall kao njegova žena Wendy i Danny Lloyd kao njihov sin Danny.

## Radnja filma
Bivši nastavnik i liječeni alkoholičar Jack Torrance (Nicholson) zatraži posao kućepazitelja u Overlook Hotelu u nadi da će ponovno izgraditi svoj život nakon što je zbog promjenjive naravi izgubio posao nastavnika. Direktor hotela, g. Ullman, upozori Jacka da će on i njegova obitelj biti zameteni snijegom tokom većeg dijela zime te da će možda početi patiti od klaustrofobije. To potkrepljuje pričom kako je jedan kućepazitelj, Charles Grady, poludio i brutalno ubio svoju ženu i dvije djevojčice (u dobi od osam i deset godina), te konačno sebe. Ponukan vlastitim očajanjem i prilikom da se bavi svojom pravom strašću, pisanjem, Jack primi na znanje upozorenje, ali prihvaća posao.
U međuvremenu, Jackova sina Dannyja spopada napadaj dok je razgovarao sa svojim imaginarnim prijateljem Tonyjem o Overlook Hotelu. Dobiva viziju kako se otvara dizalo iz kojeg se prosipa val krvi (u usporenoj snimci), slika koja se ponavlja nekoliko puta kroz film.
Po Dannyjevu dolasku u hotel, glavni kuhar Dick Hallorann (Scatman Crothers) shvaća da je Danny obdaren vještinama telepatije pa mu se mentalno obraća pitajući ga želi li sladoled. Objašnjava da su i on i njegova baka imali taj dar; jer slike poslane telepatski sijevaju, ona je nazivala ovu komunikaciju "isijavanjem". Osim toga, kaže Dannyju da se nešto strašno dogodilo u hotelu te da je ostavilo traga, "kao da je netko ispekao tost", a da jedino ljudi koji imaju dar to mogu osjetiti. Danny upita Dicka što se dogodilo u hotelu, a posebno o sobi 237 jer je Danny osjetio da se Dick osobito boji te sobe. Dick ne odgovori, ali ozbiljno upozori Dannyja da se kloni te sobe.
Nakon što obitelj ostaje sama u hotelu, Jackovo se zdravlje osjetno pogoršava. Pati od nedostatka inspiracije, premalo spava te je jako razdražljiv. Danny ima vizije s dvije ubijene djevojčice, ali nikome ne govori o tome. Nastavlja razmišljati o sobi 237.
Jednog dana, lopta se dokotrlja prema Dannyju dok se igrao s igračkama. Izgleda da je došla iz sobe 237, u koju Danny ulazi. U tom trenutku, Wendy (Shelley Duvall) dolazi trčeći iz podruma na zvuk Jackovih krikova. Ona ga počinje tješiti nakon što joj on kaže kako je imao noćnu moru u kojoj je koristio sjekiru kako bi sasjekao Dannyja i nju na komadiće. Prije nego što ona uspijeva reagirati, Danny se pojavljuje na drugom kraju sobe, gledajući dezorijentirano i cuclajući palac. Njegov đemper je potrgan, a na vratu su mu ožiljci. Ne odgovara na njezino pitanje što se dogodilo. Ona bijesno okrivi Jacka i odnese dijete natrag u njihov apartman.
Jack je bijesan zbog optužbi. Počinje bjesniti po hotelu i odlazi u plesnu dvoranu. Naslonivši se na šank, s glavom u rukama, izjavljuje kako bi prodao dušu za jedno piće. Nakon što podiže pogled, ugleda barmena koji mu posluži piće. Jack nije iznenađen iznenadnom pojavom te mu se čak obraća po imenu, Lloyd. Razgovor koji je uslijedio otkriva da je Jack slučajno ozlijedio Dannyja godinama prije. Ulazi bijesna Wendy; Danny tvrdi da je susreo "ludu ženu" u hotelu s njima u sobi 237. Jack odlazi tamo kako bi istražio.
Jackovo pretraživanje sobe 237 je vrhunac za tri lika: Dannyja, Jacka i Wendy. Dok je Jack u sobi, Danny dobiva napadaj u svojoj sobi, dok Dick, na odmoru na  Floridi, pokupi signal koji je Danny poslao.
Jack oprezno uđe u sobu 237 i začuje zvukove iz kupaonice. Počne pohotno gledati kako mlada prelijepa žena (Lia Beldam) povlači tuš-zavjesu i polako izlazi iz kade. Prilaze jedno drugome, zagrle se i strastveno se poljube. Jack ugleda njihov odraz u zrcalu i shvaća da je žena zapravo raspadajući leš. Vrisne od užasa, vidjevši kako se mlada dama pretvara u stariju ženu (Billie Gibson); hodajuće truplo s raspadajućom, ovješenom kožom. Ona počne cvokotati dok poseže rukama za njim. Jack uspaničeno istetura iz sobe, zaključavši je za sobom.
Nakon što se vratio k Wendy, Jack joj kaže kako je sve u redu sa sobom 237. Wendy predloži da odvedu Dannyja k liječniku. Jack se rasrdi, opominjujući je zbog njene nepromišljenosti i okrivljujući je za sve što je pošlo krivo u njegovom životu. Inzistirajući da ne mogu napustiti hotel zbog njegovih obveza prema poslodavcima, izlazi, vrativši se u plesnu dvoranu, koja je sada poprište ekstravagantne zabave s gostima odjevenima u modu dvadesetih godina. Lloyd mu poslužuje piće, a Jack odlazi družiti se. Na njega nalijeće batler noseći pladanj i prolije mu koktel na jaknu. Batler mu kaže da pođe s njim u kupaonicu kako bi je očistili.
Batler se predstavlja kao Delbert Grady. Jack se sjeti priče koju mu je ispričao g. Ullman o čovjeku po imenu Grady, što kaže i samom Gradyju. Grady uvjeri Jacka da se ništa od toga nije dogodilo, te da je Jack uvijek bio pazikuća, a ne Grady. Jack je zbunjen, ali se čini da prihvaća Gradyjevu priču. Grady kaže Jacku da Danny ima "veliki talent" te da ga koristi kako bi uvukao "stranu izvana u ovu situaciju". Grady savjetuje Jacka kako će ispraviti Dannyja, ali i Wendy ako se umiješa.
U međuvremenu, na Floridi, Dick ne uspijeva kontaktirati Torranceove u Overlook Hotelu. Rezervira sljedeći let za Colorado.
U Overlooku, Wendy se naoružava bejzbolskom palicom i odlazi potražiti Jacka, u namjeri da ode iz hotela s Dannyjem, s Jackom ili bez njega. Tijekom potrage, ona opazi njegov rukopis pokraj pisaćeg stroja. Počne čitati što je Jack pisao: stotine stranica na kojima je ponavljao jednu te istu rečenicu, "All work and no play makes Jack a dull boy". Shvaća da je Jack poludio.
Jack joj prilazi iz pozadine i upita, "Sviđa li ti se?" Wendy vrisne i okrene se. Počne svađa jer Jack zahtijeva da mu kaže misli li napustiti hotel s Dannyjem. Wendy moli Jacka da je ne ozlijedi, a on se zakune da neće; umjesto toga, on je namjerava ubiti. Wendy udari Jacka palicom u glavu na stubama, onesvijestivši ga. Jack se stropošta niz stubište, ozlijedivši gležanj.
Wendy odvuče Jackovo opušteno tijelo u smočnicu i zaključa ga unutra, taman kad se vraćao svijesti. Jack joj kaže kako je onesposobio radio, kao i ralicu, ostavivši ih u škripcu s njim. Ona odlazi vani kako bi provjerila ralicu i potvrđuje ono što joj je rekao.
Nekoliko sati poslije Jack se budi iz sna na zvuk glasa Delberta Gradyja. Grady kaže da je razočaran te da gubi povjerenje u Jacka, ali ga ovaj uvjerava da će obaviti posao ako mu da još jednu šansu. Vrata smočnice se iznenada otključaju.
Wendy je zaspala u svojoj sobi. Danny je u zanosu i neprestano ponavlja "redrum" (obrnuto od murder - ubojstvo). Uzima Wendyn ruž za usne i na vratima kupaonice napiše "REDRUM". Počinje vikati "REDRUM", što probudi Wendy. Ona ga stisne uza se, a nakon toga primjećuje odraz vrata kupaonice u zrcalu. Obrnuto, piše "MURDER". U tom trenutku, začuju se zvuci lupanja na vratima.
Taj zvuk je Jack koji lupa sjekirom po zaključanim vratima. Wendy zgrabi Dannyja i zaključa ih u kupaonicu. Ona otvara mali prozor prekriven snijegom i izgura Dannyja vani; on se otkliže na tlo. Wendy pokuša izaći kroz isti prozor, ali ne može proći. Kaže Dannyju da trči i skrije se.
U međuvremenu, Jack je rasjekao ulazna vrata, nakon čega pristojno pokuca na vrata kupaonice. Wenndy drži nož i pokušava se smiriti dok Jack počinje sjeći vrata kupaonice. Nakon što je rasjekao jedan dio vrata, progura glavu unutra (nešto što će postati kultni trenutak u povijesti horor filmova) i zadere se, "Heeeere's JOHNNY!", referencu na Johnnyja Carsona. Gurne ruku kroz vrata kako bi ih otključao. Wendy ga poreže nožem, a on se povlači vrišteći. Oboje začuju grmljavinu nadolazeće ralice. On se išulja vani.
Vozač ralice je Dick. U hotelu, on zazove obitelj, ali nitko mu ne odvraća. Jack, krijući se iza stupa, iznenada zamahne sjekirom u njegova prsa, ubivši ga. Danny, krijući se u kuhinjskom elementu, zavrišti dok Dick vikne u agoniji, otkrivši svoju lokaciju. Izlazi iz metalnog elementa i otrči van, a Jack ga počinje progoniti.
U međuvremenu, Wendy se sabrala te traži Dannyja. Na putu susreće nekoliko duhova, ali se ne da smesti. U isto vrijeme, Jack sa sjekirom slijedi Dannyja u labirint od živice.
Danny shvaća kako ostavlja otiske po kojima ga Jack može pratiti. Pažljivo zamete tragove, a zatim se skrije iza živice. Nakon što dolazi Jack, ugleda da su otisci nestali, ali ne shvaća da se Danny skriva. Odabire put i nastavlja loviti Dannyja. Danny izlazi iz svog skrovišta i počne slijediti vlastite tragove kako bi pronašao ulaz u labirint.
Wendy izlazi iz hotela točno u trenutku kad Danny izlazi iz labirinta. Kad joj je pao kamen sa srca, ispušta nož i zagrli ga. Jack ispušta bijesni krik iz labirinta. Danny i Wendy bježe u ralici. Jack se, beznadno izgubljen u labirintu, smrzava do smrti.
Točno prije odjavne špice, publika vidi fotografiju raskošnog bala koja je visjela u hotelu cijelo to vrijeme. U središtu fotografije je mladi Jack. Na opisu slike piše, "Overlook Hotel", bal na 4. srpnja 1921.".

## Glumci
- Jack Nicholson - Jack Torrance
- Shelley Duvall - Winnifred "Wendy" Torrance
- Danny Lloyd - Daniel "Danny" Torrance
- Scatman Crothers - Richard "Dick" Hallorann
- Barry Nelson - Stuart Ullman
- Philip Stone - Delbert Grady
- Joe Turkel - Lloyd, barmen
- Tony Burton - Larry Durkin
- Anne Jackson - Liječnik
- Lisa i Louise Burns - Blizanke Grady

## Produkcija
Tijekom predprodukcije, oko tri sata ujutro, Stanley Kubrick je nazvao  Stephena Kinga da ga pita "Jesu li priče o duhovima samo potvrda zagrobnog života?" King se nije složio. Tijekom razgovora, Kubrick je odlučno upitao, "Vjeruješ li u Boga?". King se zamislio na trenutak i odvratio, "Da, mislim da jesam." Kubrick je odgovorio, "Ne, mislim da Bog ne postoji", i poklopio.
Snimanje je obavljeno u studijima Pinewood i Elstree u Engleskoj. Set Overlook Hotela bio je najveći ikad sagrađen. To je uključivalo cijeli eskterijer i interijere hotela. Nekoliko vanjskih scena je snimljeno u Timberline Lodge na Mount Hoodu u Oregonu. Interijeri su temeljeni na hotelu Ahwahnee u nacionalnom parku Yosemite. Timberline Lodge tražio je od Kubricka da promijeni zloglasnu sobu 217 iz Kingova romana na 237, kako bi mušterije odsjedali bez straha u sobi 217.
Vrata koja Jack sasjeće sjekirom na kraju filma bila su prava vrata. Kubrick je prvo koristio lažna vrata, izrađena od slabijeg drveta, ali ih je Jack Nicholson, koji je radio kao dobrovoljni vatrogasac, prebrzo uništio.
Prema Guinnessovoj knjizi rekorda, Isijavanje drži rekord među filmovima u kojima se najviše puta ponavljala jedna jedina scena (uključujući dijalog) sa 127 ponavljanja. U njima je sudjelovala Shelley Duvall.
Jackova najslavnija rečenica, "Heeeeere's Johnny!", preuzeta je iz slavnog uvoda za Johnny Carson Show domaćina Johnnyja Carsona, koju je izgovarao Ed McMahon. Na vlastitu inicijativu ju je dodao Nicholson.
Film koji Danny i Wendy gledaju na televiziji na početku "Ponedjeljka" je segment iz Summer of '42, navodno jednog od Kubrickovih najdražih filmova.
Uvodne scene panorame (koje je iskoristio Ridley Scott pri kraju Blade Runnera) i sve scene Volkswagen Beetlea na cesti prema hotelu su snimljene u nacionalnom parku Glacier u  Montani. Ove scene snimljene su iz helikoptera.

## Dokumentarac o snimanju
Stanley Kubrick dopustio je tada 17-godišnjoj kćeri Vivian da snimi dokumentarac o produkciji Isijavanja. Originalno snimljen za emisiju britanske televizije BBC Arena, ovaj dokumentarac nudi rijedak uvid u proces snimanja Kubrickova filma.
Dokumenatarac, zajedno s komenatrom Vivian Kubrick, dostupan je na DVD izdanju Isijavanja.

## Kritike
- Film je isprva zaradio podijeljene kritike, ali je komercijalno bio jako uspješan te je studio Warner Bros. uspio ostvariti profit. Časopis Variety kritizirao je Kubricka zbog uništenja svega što je bilo zastrašujuće u Kingovu romanu. Kao što je to slučaj s mnogim drugim Kubrickovim filmovima, kritike su se popravljale s vremenom.
- Filmske mrežne stranice Rotten Tomatoes, koje skupljaju recenzije raznih kritičara, objavile su da je 85 posto recenzija bilo pozitivno. Stephen King jednom je prilikom rekao kako je Kubrick snimio solidan film s prikazom vrijednim pamćenja, ali da to nije dobra adaptacija njegova romana. Smatrao je kako su važne teme njegova romana, kao što su dezintegracija obitelji i opasnosti alkoholizma, ignorirane. King je posebno smatrao kako je izbor Jacka Nicholsona bio pogreška i podilaženje publici (zbog identifikacije Nicholsona s likom McMurphyja iz Leta iznad kukavičjeg gnijezda) jer lik Jacka poludi.
- Roger Ebert je napisao:

"Ako se Jack uistinu smrznuo u labirintu, naravno da je njegovo tijelo pronađeno - budući da je Dick Halloran alarmirao šumske rendžere u svezi s velikim problemima u hotelu. Ako Jackovo tijelo nije pronađeno, što se dogodilo s njim? Je li uopće bilo tamo? Je li ga progutala prošlost, i je li to objašnjava Jackovo pojavljivanje na slici sa zabave iz 1921.? Je li Jackova nasilna potjera njegove žene i djeteta samo plod Wendyne mašte, ili Dannyjeve, ili njihove? ... Kubrick je bio mudar kad je izbacio epilog. Za nas je važno da mislimo da su članovi obitelji Torrance bili stanovnici hotela tijekom te zime, što god se dogodilo ili što god oni misle da se dogodilo."
- Osim toga, Ebert u svojoj recenziji naglašava da je, kad kod Jack ugleda ili komunicira s duhovima, tu prisutno zrcalo što, uz date teme ludila i izolacije, sugerira da možda razgovara sa samim sobom.
- King je na kraju nadgledao televizijski remake Isijavanja iz 1997., koji je zaradio mlake recenzije.

## Vanjske poveznice
- Isijavanje u internetskoj bazi filmova IMDb-a
- Isijavanje na Rotten Tomatoes
- Kompletni sinopsis filma
- Extensive FAQ
- Popis scena izbačenih iz europske verzije
- Writer In Residence: Stanley Kubrick's The Shining  Arhivirana inačica izvorne stranice od 12. kolovoza 2007. (Wayback Machine)
- "The Family of Man", by Bill Blakemore - esej iz 1987. koji tvrdi da Kubrickov govori o ubojstvu Indijanaca
- "Isijavanje proglašen savršenim horor filmom" (BBC)
- Članak iz New York Timesa o satiričnom traileru Isijavanja
- The Shining pictures
- The Making of THE SHINING  Arhivirana inačica izvorne stranice od 12. prosinca 2007. (Wayback Machine) - dokumentarac Vivian Kubrick